# Ljustryck

Ljustryck

Ljustryck är en plantrycksteknik, för att trycka fotografier. Vanligen utgörs tryckplåten av en glasplåt, men även aluminiumplåtar och celluloidfilm har använts.
Metoden är tämligen exklusiv och har varit tämligen sparsamt förekommande. Ljustrycket baserar sig på det faktum att ett kromgelatinskikt, som gradvis blir belyst under ett fotografiskt negativ, garvas alltefter belysningens styrka och varaktighet, och därmed förlorar gelatinets förmåga att suga upp vatten och svälla, och därmed när det färgas in fet färg kvarhåller den i olika grad.
Alphonse Poitevin lade 1855 fram principerna för ljustryck, men praktiska resultat nåddes först av Cyprien Tessié du Motay och Charles-Raphaël Maréchal i Metz. Det var dock Josef Albert i München som 1868 utvecklade en praktiskt användbar form för tekniken.
Alberts teknik går ut på att en tjock, plan mattslipad glasskiva övergjuts med en tunn lösning av vattenglas, kaliumbikromat och kromalun och får torka i 55 °C under några timmar i en torkugn.
På plåten kopiera därefter fotografiska negativ, vilka satts fast på ett monteringsglas, och partier som inte skall lämna någon bild täcks med stanniol. Efter kopieringen sköljs plåten med kallt vatten, och får därefter torka.
I samband med tryckning läggs plåten i fuktvätska, bestånden av vatten, glycerin och ammoniak varpå gelatinskiktet som ej blivit garvat suger åt sig detta. Efter detta läggs plåten i pressen och valsas in med färg, och tryckningen kan börjas. Vartefter tryckningen pågår torkar dock plåten och måste med jämna mellanrum återfuktas, vilket gör att tekniken inte lämpar sig för större serier.